# Scotocampa
Scotocampa là một chi bướm đêm thuộc họ Noctuidae.

## Loài
- Scotocampa crassipuncta (Püngeler, 1905)
- Scotocampa indigesta Staudinger, 1888
- Scotocampa sheljuzhkoi Gyulai & Ronkay, 2002